# Haitianische Männer-Handballnationalmannschaft
Die haitianische Männer-Handballnationalmannschaft repräsentiert den Handballverband von Haiti als Auswahlmannschaft auf internationaler Ebene bei Länderspielen im Handball gegen Mannschaften anderer nationaler Verbände.

## Geschichte
Die Fédération Haitienne de Handball ist seit 2004 Mitglied in der Internationalen Handballföderation (IHF) und seit 2019 in der Handballkonföderation Nordamerikas und der Karibik (NACHC). Die Nationalmannschaft befindet sich noch im Aufbau und nahm erstmals im Jahr 2019 an einem internationalen Turnier teil, als sie bei der IHF North American and Caribbean Emerging Nations Championship antrat und Platz 8 bei zwölf Mannschaften belegte. Bei diesem, vom Weltverband organisierten Turnier für Handballentwicklungsländer in Nordamerika und der Karibik schlug sie in der Vorrunde St. Kitts und Nevis (36:32) und verlor gegen die Dominikanische Republik (16:57). Im Viertelfinale scheiterte sie an Puerto Rico mit 19:41. In der Platzierungsrunde verlor sie gegen Martinique (17:48) und Kanada (16:56).